# Mónica Gabriel y Galán
Mónica Gabriel y Galán Hernández (Madrid, 1966) es una cantante y poeta española. Fue miembro del grupo musical Objetivo Birmania y ha sido reconocida por su obra literaria.

## Trayectoria
Nació en Madrid en 1966. Su bisabuelo era el poeta José María Gabriel y Galán y es sobrina del escritor y periodista José Antonio Gabriel y Galán.
Formó parte de la banda Objetivo Birmania durante los años de la Movida madrileña. Ella y la otra corista del grupo, Ana, se convirtieron en una imagen icónica, denominándoseles como las birmettes, en referencia a las ikettes, que eran las coristas que actuaban junto a Ike y Tina Turner. En la segunda etapa del grupo, Gabriel y Galán lideró el grupo con Lola Baldrich y Marisa Pino, al estilo Bananarama, y lanzaron su éxito Los amigos de mis amigas son mis amigos. Mónica Gabriel y Galán y el bajista Carlos de France fueron los únicos miembros de Objetivo Birmania que permanecieron en el grupo en todas sus etapas hasta su desaparición en 2005.
Tras la disolución de Objetivo Birmania, estudió diseño de moda y ejerció como profesora de música, jefa de atrezzo y vestuario en cine y televisión, estilista, diseñadora de discos y editora gráfica. Además, en Estados Unidos trabajó en Water Brother en la organización de conciertos. Tres años después volvió a España, donde fundó con su hermana una agencia de comunicación y de redacción de textos.
En el año 2003, formó el grupo de acción poética mOma junto con el artista plástico Manuel Rufo. En 2013 publicó Treinta poemas de amor sin una canción desesperada, su primer libro. Después publicó Malditas flechas amarillas. En 2021 presentó su obra Con los ojos bien cerrados.
Varios de sus poemas fueron traducidos al inglés por editoriales como Moon and Mountain, Páginas Lanudas o International Poetry Review. También ha publicado diversos artículos de opinión, moda y música en medios de comunicación y fue editora de la revista Maxim.

## Discografía

#### Con Objetivo Birmania
- 1984: Tormenta a las 10 (Warner)
- 1985: Todos los hombres son iguales (Warner)
- 1989: Los amigos de mis amigas son mis amigos (Epic Records)
- 1991: Los hombres no ligan (Epic)

## Reconocimientos
En 1978, ganó el Premio Nacional Infantil de Cuento Día del Libro. A lo largo de su trayectoria ha ganado varios premios de poesía y escritura.